# Норонья, Антониу де
Дон Анто́ниу де Норо́нья (порт. António de Noronha, 11.º vice-rei da Índia); 1510—1574) — португальский военачальник, представитель знатного и высокопоставленного рода Норонья, 11-й вице-король Португальской Индии (1571—1573).

## Краткая биография
Как по линии отца, так и по линии матери принадлежал к высшей португальской знати, поскольку был сыном дона Мартинью де Нороньи и доны Гиомар де Албукерке, племянницы Афонсу де Албукерке. 
Служил в Индии при короле Себастьяне I и впервые отличился в период правления 7-го вице-короля Конштантину де Браганса, который доверил ему командование над группой из 400 солдат и поручил выполнить важное задание во время войны на Цейлоне. Во время правления 9-го вице-короля Антана де Нороньи руководил обороной Каннура. По прибытии в Португалию был назначен членом Государственного совета, а 22 января 1571 года — главой правительства Португальской Индии, в соответствии с нумерацией Мануэла де Фарии-и-Созы, 11-м вице-королём и 25-м губернатором. Отправился в Азию 17 марта, а полномочия принял 6 сентября. К тому времени были сняты осады всех 8 фортов, исключая одну небольшую крепость, которую оборонял 80-летний дон Жорже де Каштру. Дон Антониу намеревался отправить ему помощь, но выказал мало инициативы. В своём преклонном возрасте дон Жорже находился под влиянием жены и также не проявил достаточно энергичных действий. В итоге форт сдался. На фоне блистательных побед дона Луиша де Атаи́де, графа де Атоугия португальцы восприняли сдачу укрепления как настоящее бедствие. Дон Жорже де Каштру был предан трибуналу и за малодушие приговорён к обезглавливанию, хотя часть вины лежала на вице-короле. Затем противник окружил Даман и Малакку, но португальцы вскоре сняли с них осады, прибегнув к опыту Луиша де Атаи́де. Однако отсутствие дисциплины среди португальцев представляло бо́льшую опасность, чем атаки противников. Антониу Мониш Баррету был назначен губернатором Маллаки, но медлил с отъездом и настаивал на предоставлении кораблей, солдат и денег. Антониу де Норонья не обладал возможностью выделить требуемое. В итоге Мониш Баррету остался в Гоа, где плёл интриги и отправлял в Лиссабон сведения, внушающие недоверие к наместнику короля. Норонья проявил слабость, никак не отреагировал на нарушение субординации, хотя ему следовало бы арестовать Мониша Баррету и выслать его в Лиссабон. В 1573 году в метрополии новым главой португальского правительства в Индии решили назначить того же Антониу Мониша Баррету, как бы поощряя нарушение дисциплины. Данный факт доставил Норонье столь сильное огорчение, что вернувшись в Лиссабон он в скором времени скончался от расстройства чувств.
Современники не дали однозначную оценку действиям вице-короля. Одни считали его правление катастрофическим, другие же полагали такое мнение не справедливым. В любом случае Антониу де Норонья передал свои полномочия вновь назначенному губернатору Антониу Монишу Баррету .